# حزب مارکسیست–لنینیست نیکاراگوئه
حزب مارکسیست–لنینیست نیکاراگوئه (Partido Marxista-Leninista de Nicaragua) حزبی سیاسی کمونیست در نیکاراگوئه است. رهبر حزب Isidro Téllez است.
در انتخابات مجلس ۱۹۸۴ حزب ۲ کرسی دریافت کرد. در انتخابات ریاست جمهوری ۱۹۹۰ نامزد حزب، Isidro Téllez، به ۸۱۳۵ رای (۰٫۶٪) دست یافت.
حزب Prensa Proletaria را منتشر می‌کند.
این حزب  از ایده های ترامپ که شوهرعمه هیتلر بوده پیروی میکند.